# دانیله مورنو
دانیله موراتو مورنو (زادهٔ ۴ نوامبر ۱۹۸۵) که معمولاً با نام دنی مورنو شناخته می‌شود، یک هنرپیشه اهل برزیل است. دنی مورنو که در سائوپائولو به دنیا آمد، اولین حضور خود در صحنه را در سال ۲۰۰۵ تجربه کرد.
مورنو گیاهخوار است و در سال ۲۰۱۹ رژیم غذایی خود را تغییر داده‌است از سال ۲۰۲۰ او علاوه بر حرفه بازیگری، در کمپین‌هایی برای انجمن گیاهخواران برزیل نیز کار می‌کند. در سال ۲۰۲۱ مورنو مبتلا به اسپوندیلیت آنکیلوزان تشخیص داده شد. او بیماری خود را از طریق یک پست اینستاگرام فاش کرد.

## فیلم‌شناسی

### تلویزیون
| سال  | عنوان                 | شخصیت                 | یادداشت           | پخش کننده     | مرجع.  |
| ---- | --------------------- | --------------------- | ----------------- | ------------- | ------ |
| ۲۰۱۰ | دادگاه در تلویزیون    | نریتا                 | قسمت: "۱۲ نوامبر" | تلویزیون باند |        |
| ۲۰۱۱ | عشق و انقلاب          | مارتا                 |                   | SBT           | [ ۴ ]  |
| ۲۰۱۲ | سلو خورخه             | عایشه آیاتا / رجینا   |                   | تی وی گلوبو   | [ ۵ ]  |
| ۲۰۱۵ | همدستان در یک نجات    | سفیرا منسس            |                   | SBT           | [ ۶ ]  |
| ۲۰۱۸ | عیسی                  | مارتا د بتنیا         |                   | ضبط تلویزیون  | [ ۷ ]  |
| ۲۰۱۹ | عشق بدون برابر        | برنیس لیما / فوراکائو |                   | ضبط تلویزیون  | [ ۸ ]  |
| ۲۰۲۱ | روایت آفرینش در انجیل | آئولیباما             | فاز: ژاکو         | ضبط تلویزیون  | [ ۹ ]  |
| ۲۰۲۲ | عالم دا ایلوسائو      | آناستاشیا لوباتو      | ظاهر خاص          | تی وی گلوبو   | [ ۱۰ ] |